# Deckungsrückstellung
Deckungsrückstellung, häufig abgekürzt als DRS, ist ein Begriff aus der Rechnungslegung. Der auch als Schadenreserve genannte Begriff bezeichnet den in der Bilanz eines Versicherers angesetzten Wert der Verpflichtung aus einem Lebensversicherungsvertrag oder einem anderen Vertrag mit lang andauerndem Versicherungsschutz. Die Deckungsrückstellungen der Verträge bilden den wichtigsten Schuldposten auf der Passivseite der Lebens- und Krankenversicherer und gehören zu den versicherungstechnischen Rückstellungen. Auf die für handelsrechtliche Zwecke bestimmte Deckungsrückstellung nehmen auch die Vorschriften zur Solvabilität (Eigenmittelausstattung) und zur Höhe der als Insolvenzsicherung im Sicherungsvermögen zu haltenden Kapitalanlagen Bezug. Die vertraglichen Regelungen zur Feststellung der Überschussanteile bestimmen meist die Deckungsrückstellung als Bemessungsgrundlage.

## Begriff der Deckungsrückstellung
Der Begriff „Deckungsrückstellung“ bezieht sich auf den für den einzelnen Vertrag zu bildenden Wert. Allerdings wird oft auch der Gesamtposten in der Bilanz, also die Summe der Deckungsrückstellungen aller Verträge, kurz aber unpräzise als Deckungsrückstellung bezeichnet. Der Wert für den einzelnen Vertrag wird in Abgrenzung dazu dann – ebenso unpräzise – Deckungskapital genannt, der eigentlich jede versicherungsmathematische Bestimmung eines Vertragswertes bezeichnet. In der insbesondere älteren Literatur findet man auch die Begriffe „Reserve“, „Prämienreserve“ oder „Bilanzreserve“. Allerdings ist die Deckungsrückstellung eine Rückstellung und keine Reserve im Sinn der Rechnungslegung.

## Funktion der Deckungsrückstellung
Die Deckungsrückstellung beschreibt den handelsrechtlich anzusetzenden Wert der Schuld des Versicherers aufgrund der Verpflichtungen aus einem Versicherungsvertrag, soweit sie sich nicht auf bereits fällige oder aufgrund von bereits eingetretenen Versicherungsfällen bestehenden Ansprüchen beziehen. Da diese Verpflichtungen ungewiss sind, handelt es sich um eine Rückstellung. Die Schuld besteht in dem Erfüllungsrückstand des Versicherers aus dem Vertrag, für den der Versicherungsnehmer bereits in Erfüllung seiner vertraglichen Pflichten Beiträge gezahlt hat, der Versicherer aber noch nicht seine Gegenleistung, die Tragung von Versicherungsschutz oder die Erbringung anderer Leistungen erfüllt hat. Ein solcher Erfüllungsrückstand ist zur Darstellung einer den tatsächlichen Verhältnissen entsprechenden Vermögens-, Finanz- und Ertragslage zu berücksichtigen, auch wenn die Verpflichtung möglicherweise erst in Jahrzehnten fällig wird. Die Versicherungsnehmer haben mit ihrer Beitragszahlung, die der Versicherer als Ertrag ausgewiesen hat, Ansprüche erworben, die der Versicherer im Gegenzug auszuweisen hat. Bei der Bewertung der zukünftigen Verpflichtungen des Versicherers werden mindernd diejenigen Beiträge des Versicherungsnehmers berücksichtigt, die dieser in Zukunft noch zur Aufrechterhaltung des Anspruches leisten muss.
Die Deckungsrückstellung hat auch eine wichtige Funktion bei der Wahrung der Belange der Versicherungsnehmer. Die Deckungsrückstellung bestimmt die Höhe des Vermögens, das der Versicherer vorhalten muss, um die dauernde Erfüllbarkeit der Verträge gewährleisten zu können. Zugleich ist dieses Vermögen als Sicherungsvermögen auch mit einem Insolvenzvorrecht der Versicherungsnehmer ausgestattet, so dass diese im Insolvenzfall bevorzugt das Vermögen erhalten können, das dem Wert ihrer Ansprüche aus dem jeweiligen Vertrag entspricht.

## Rechtliche Vorschriften
Neben den allgemeinen Vorschriften des Handelsrechts in § 246 HGB, insbesondere dem Vollständigkeitsgebot, und § 252 HGB, insbesondere dem Einzelbewertungsgrundsatz, dem Vorsichtsprinzip, dem Imparitätsprinzip, dem Realisationsprinzip und dem Stetigkeitsgebot, und den allgemein für versicherungstechnische Rückstellungen geltenden Regelungen des § 341e HGB befinden sich die Vorschriften zu Ansatz und Bewertung der Deckungsrückstellung in § 341f des Handelsgesetzbuches (HGB) und weitere Bestimmungen in den § 25 und § 32 RechVersV bzw. in § 13 und § 17 RechPensV. Nach § 341e Abs. 1 Satz 2 HGB sind auch die Vorschriften des Versicherungsaufsichtsrechts über die mindestens anzuwendende Vorsicht bei der Wahl der Rechnungsgrundlagen der Deckungsrückstellung zu berücksichtigen. Die aufsichtsrechtliche Norm findet sich in § 65 des Versicherungsaufsichtsgesetzes (VAG), bzw. in § 116 VAG für die Pensionsfonds, und in den dazu erlassenen Rechtsverordnungen, der Deckungsrückstellungsverordnung (DeckRV) für die Lebensversicherung, der Kalkulationsverordnung (KalV) für die Krankenversicherung und der Pensionsfonds-Deckungsrückstellungsverordnung (PFDeckRV, mit Wirkung vom 1. Juli 2016 aufgehoben) für Pensionsfonds.
Die deutschen Vorschriften basieren auf europäischem Recht (Richtlinie 2002/83/EG). Die entsprechenden Vorschriften anderer europäischer Staaten, wie Österreich oder der Schweiz, sind daher nicht wesentlich anders. In der Schweiz ist die Bestimmung der Deckungsrückstellung den Artikeln 58–65 der Aufsichtsverordnung (AVO) geregelt. Für Österreich ist die Bestimmung der Deckungsrückstellung durch §§ 81i und k des VAG Österreich geregelt.
Besondere deutsche Vorschriften betreffen die Rolle des Verantwortlichen Aktuars. Der Verantwortliche Aktuar hat unter der Bilanz zu bestätigen, dass die Deckungsrückstellung nach den geltenden Vorschriften bestimmt wurden. Die Aktuarverordnung (AktuarV) bestimmt weitere Vorgaben für den die Deckungsrückstellung bestätigenden Verantwortlichen Aktuar (mit Wirkung vom 1. Januar 2016 aufgehoben). Eine weitere Besonderheit betrifft den Altbestand. Hier richtet sich die Bewertung in den Grenzen des § 341e Abs. 1 Satz 2 HGB nach dem genehmigten Geschäftsplan. Änderungen der Berechnungsmethode oder der verwendeten Annahmen bedürfen damit der Genehmigung der Versicherungsaufsicht.
Soweit Versicherungsunternehmen einen Konzernabschluss oder einen Einzelabschluss nach IFRS erstellen, sind die Vorschriften des IFRS 4 „Versicherungsverträge“ anzuwenden. Hiernach ergibt sich für die meisten Versicherer eine Fortführung der Vorschriften des deutschen Handelsrechts oder der US-GAAP. Das IASB bereitet derzeit eine Neufassung des IFRS 4 vor, die möglicherweise eine Bewertung der Deckungsrückstellung zu einem aktuellen Wert vorsehen wird.

## Grundsätze für die Bestimmung der Deckungsrückstellung
Der Wert der zukünftigen Verpflichtung ist wegen der Zufälligkeit der Versicherungsleistungen aber auch wegen der Unsicherheit der zukünftigen Entwicklung nicht eindeutig zu bestimmen, sondern muss geschätzt werden. Dies gilt auch, wenn dieser Wert marktnah bestimmt werden soll, da solche Marktpreise nicht beobachtbar sind.
Die Vorgehensweise bei der Schätzung der Deckungsrückstellung wird durch die „technischen Berechnungsgrundlagen“ beschrieben. Diese bestehen aus der „Berechnungsmethode“ und den dazu benötigten „Annahmen“ oder „Parametern“.

## Berechnungsmethoden

### Prospektive und retrospektive Methode
Nach den EU-Vorschriften ist die Deckungsrückstellung nach der prospektiven Methode zu berechnen.
Sie wird dabei nach versicherungsmathematischen Grundsätzen als Differenz zwischen dem versicherungsmathematischen Wert der Verpflichtung des Versicherers und dem versicherungsmathematisch ermittelten Barwert der vom Versicherungsnehmer zu leistenden Beiträge (prospektive Methode) bestimmt. „Prospektiv“ bedeutet hierbei, dass ausschließlich zukünftige Zahlungsströme Berücksichtigung finden. Aus der Wortwahl „Verpflichtung“ und „Beiträge“ ergibt sich, dass alle zukünftigen Zahlungsströme, also die gesamten vertraglichen Beiträge und die gesamten, für die Abwicklung des Vertrages erforderlichen Aufwendungen, einschließlich aller Aufwendungen für den Versicherungsbetrieb, zu berücksichtigen sind (Bruttobeitrags-Verfahren). Von diesem Bruttobeitrags-Verfahren darf nur abgewichen werden, wenn dies handelsrechtlich notwendig ist oder sich im Wesentlichen der gleiche Wert ergibt.
Ist die Anwendung der prospektiven Methode nicht möglich (zum Beispiel bei fondsgebundenen Lebensversicherungen oder Verträgen, bei denen die Höhe des Leistungsversprechens aus anderen Gründen nicht absolut festgelegt ist), besteht die Deckungsrückstellung in den – soweit eine Verzinsung vereinbart ist – aufgezinsten eingenommenen Beiträge abzüglich der vertraglichen Entnahmen für Risiko und Betriebsaufwendungen (retrospektive Methode). Während die prospektiv ermittelte Deckungsrückstellung darauf abzielt, die Finanzmittel zur Sicherstellung von zugesagten zukünftigen Leistungen der Versicherungsgesellschaft bereitzuhalten, abzüglich der zukünftigen Beiträge, ermittelt die retrospektive Methode den Restwert der bisher vom Kunden erbrachten Beträge, aufgrund derer sich der zukünftige Leistungsanspruch gemäß Vertrag bestimmt.
Werden bei der Berechnung der Deckungsrückstellung die gleichen technischen Berechnungsgrundlagen, also gleiche Methode und dabei identische Annahmen, wie schon ursprünglich bei der Berechnung der Beiträge verwendet, so ergeben beide Methoden den gleichen Wert.

### Sonstige handelsrechtliche Vorgaben
Die Deckungsrückstellung muss die Verpflichtung vollständig abdecken (Vollständigkeitsgebot). Auch während des Vertragsverlaufs entstehende zusätzliche Verpflichtungen, wie zum Beispiel durch die Zuteilung von Überschussanteilen, die den Anspruch auf Versicherungsleistungen erhöhen (also nicht die verzinsliche angesammelten, vgl. § 341f HGB), sind zu berücksichtigen.
Die Deckungsrückstellung ist für jeden Vertrag einzeln zu bestimmen (Einzelbewertungsgrundsatz). Näherungsverfahren sind erlaubt, allerdings ist sicherzustellen, dass keine Saldierung zwischen Verträgen stattfindet. Dies betrifft zwei Fälle: Zum einen können Deckungsrückstellungen wegen der Differenzbildung rechnerisch auch negativ sein, wenn der versicherungsmathematisch ermittelte Barwert der Beiträge höher als der versicherungsmathematische Wert der Verpflichtung ist. Solche negativen Deckungsrückstellungen dürfen nicht mit positiven saldiert werden. Sie sind vielmehr mit Null anzusetzen. Eine Ausnahme gilt, wenn die Deckungsrückstellung wegen des Risikoverlaufs während der Vertragsdauer zeitweise negativ wird, wie dies zum Beispiel bei der Berufsunfähigkeitsversicherung auftreten kann. Zum anderen dürfen Gewinne aus Verträgen, die nach dem Realisationsprinzip zu verteilen sind, nicht zur Deckung von Verlusten anderer Verträge, die nach dem Imparitätsprinzip sofort auszuweisen sind, verwendet werden.
Die Deckungsrückstellung ist vorsichtig zu bestimmen (Vorsichtsprinzip). Hierzu gibt es aber noch versicherungsspezifische Sonderregeln in der RechVersV und im VAG.
Soweit die Deckungsrückstellung nach handelsrechtlichen Kriterien nicht ausreichend ist, ist diese sofort auf den erforderlichen Betrag anzuheben (Imparitätsprinzip). Eine Verteilung dieses Aufwandes über die Zeit ist nicht zulässig.
Noch nicht realisierte Gewinne zum Beispiel aus zukünftigen Beitragszahlungen oder zukünftige Zinsgewinne dürfen nicht antizipiert werden (Realisationsprinzip). Daher ist das in § 341f HGB vorgegebene Bruttobeitrags-Verfahren zu modifizieren, wenn der vertragliche Beitrag höher ist, als der nach den technischen Berechnungsgrundlagen der Deckungsrückstellung berechnete Bedarfsbeitrag (Normbeitrag). In dem Fall ist der bei der Berechnung anzusetzende Beitrag auf den rechnerischen Bedarfsbeitrag zu senken (Bedarfsbeitrags-Verfahren). Dies tritt dann auf, wenn die technischen Berechnungsgrundlagen der Beiträge vorsichtiger sind, als die der Deckungsrückstellung oder ein expliziter Gewinnzuschlag im Beitrag angesetzt wurde.
Die Bewertungsmethode – also die gesamten technischen Berechnungsgrundlagen – ist für die ganze Vertragsdauer beizubehalten, es sei denn, es gibt einen handelsrechtlich relevanten Grund, diese zu ändern (Stetigkeitsgebot). Aufsichtsrechtlich gilt für die Rechnungsgrundlage „Zins“ eine noch strengere Regel.

### Implizite und explizite Methode
Grundsätzlich sind bei der Berechnung des Leistungsbarwerts die künftigen laufenden Aufwendungen für den Versicherungsbetrieb des Versicherungsunternehmens, überwiegend Verwaltungs- und Inkassoaufwendungen, anzusetzen (explizite Methode).
Sind die Beiträge im Einklang mit § 11 Abs. 1 VAG ausreichend hoch vereinbart, dass sie nach den technischen Berechnungsgrundlagen der Deckungsrückstellung auch die (vorsichtig) erwarteten künftigen laufenden Aufwendungen decken, ist auch die implizite Methode nach EU-Recht zulässig. Hierbei werden alle laufenden Aufwendungen, soweit diese näherungsweise proportional zu den laufenden Beiträgen sind, im versicherungsmathematischen Wert der Verpflichtung ignoriert. Gleichermaßen werden die angesetzten Beiträge um wenigstens den gleichen Betrag gemindert (gezillmerte Nettobeitrags-Methode); der danach verbleibende Betrag wird als gezillmerter Nettobeitrag bezeichnet. Damit kann sich der Schätzwert der Deckungsrückstellung nur erhöhen; die Methode ist also vorsichtiger. Deutsches Recht erwähnt die implizite Methode nicht ausdrücklich, erlaubt aber die gezillmerte Nettobeitrags-Methode und damit indirekt die implizite Methode. Grundsätzlich ergibt sich die Anwendbarkeit auch schon aus der nachzuweisenden Gleichwertigkeit mit der expliziten Methode, so dass es einer ausdrücklichen Erlaubnis nicht bedarf. Die implizite Methode wird auch überwiegend angewendet. Allerdings kann sie nur angewandt werden, wenn die Beitragszahlungsdauer der gesamten Versicherungsdauer entspricht.
Für Verträge gegen Einmalbeitrag oder bei vor dem Ende der Versicherungsdauer endender Beitragszahlung (beitragsfreie Zeiten) kann die implizite Methode verwendet werden, wenn zugleich innerhalb der Deckungsrückstellung zusätzlich eine Teilrückstellung für zukünftige Aufwendungen, die „Verwaltungskostenrückstellung“ gebildet wird (§ 25 Abs. 3 RechVersV). (Anmerkung: In der Versicherungsmathematik wird anstelle des Begriffs „Aufwendungen“ der Begriff „Kosten“ verwendet, wobei nicht klar zwischen den Zuschlägen für Kosten in den Beiträgen und den erwarteten Kosten im Barwert der Verpflichtung unterschieden wird.)

### Berücksichtigung von Abschlussaufwendungen
Bei Beginn fällige Abschlussaufwendungen werden in einem prospektiven Verfahren nicht im versicherungsmathematischen Wert der Verpflichtung berücksichtigt. Nur später fällige Abschlussaufwendungen sind als Aufwendungen für den Versicherungsbetrieb bis zur Fälligkeit zu berücksichtigen.
Nach § 11 Abs. 1 VAG müssen die Versicherer aber die erwarteten Abschlussaufwendungen bei der Bestimmung des Beitrages berücksichtigen. Der versicherungsmathematisch bestimmte Barwert der Beiträge ist damit direkt nach Vertragsabschluss entsprechend höher als der versicherungsmathematische Wert der Verpflichtung. Bei der Anwendung des Realisationsprinzips ist aber von der Situation direkt bei Vertragsabschluss, also bevor noch irgendein Recht oder Pflicht auf Grund des Vertrages erfüllt wurde, maßgeblich. Daher sind zur Bestimmung des Bedarfsbeitrages die tatsächlich angefallenen anfänglichen Abschlussaufwendungen dem versicherungsmathematischen Wert der Verpflichtung hinzuzufügen. Denn durch Ansatz dieser um die anfänglichen Abschlussaufwendungen erhöhten Bedarfsbeiträge wird kein unrealisierter Gewinn antizipiert. Die Verwendung eines niedrigeren Bedarfsbeitrages würde kein den tatsächlichen Verhältnissen entsprechendes Bild der Vermögens-, Finanz- und Ertragslage ergeben, da die Schulden unnötig überbewertet wären.
Hierdurch direkt nach Vertragsabschluss, also nach Leistung und damit Wegfall der ansetzten Abschlussaufwendungen im Barwert der Verpflichtung, entstehende rechnerisch negative Deckungsrückstellungen sind aber mit Null anzusetzen.
Vorgehensweise und Ergebnis bezüglich der Abschlussaufwendungen sind auch beim gezillmerten Netto-Beitragsverfahren, also der zuvor beschriebenen impliziten Methode, identisch. Die Verwendung des gezillmerten Netto-Beitragsverfahrens hat keinen Einfluss auf die Berücksichtigung der Abschlussaufwendungen.
Die Berücksichtigung von Abschlussaufwendungen ist aber bei der Bestimmung des Bedarfsbeitrags aufsichtsrechtlich begrenzt (§ 4 Abs. 1 und 4 DeckRV in Verbindung mit § 65 Abs. 1 Nr. 2 VAG in Verbindung mit § 341e Abs. 1 Satz 2 HGB). Normalerweise dürfen hier höchstens 2,5 % (ab 1. Januar 2015) der Summe der vertraglichen Beiträge angesetzt werden. Soweit der Vertrag (wie üblich) höhere Beiträge vorsieht, die nicht für zukünftige Verpflichtungen benötigt werden, dürfen diese nicht im Barwert der Bedarfsbeiträge in der Deckungsrückstellung berücksichtigt werden. Sie sind also proportional zu den Beiträgen bei jeder Beitragsfälligkeit zu vereinnahmen. Diese überschießenden Beitragsteile werden traditionell als „Amortisationszuschläge“ bezeichnet, da sie in der internen Rechnung des Versicherers vorrangig dazu dienen, in zukünftigen Perioden sonst nicht gedeckte Abschlussaufwendungen des Versicherers auszugleichen. Effektiv sind sie aber „Gewinnzuschläge“. „Gewinnzuschläge“ sind der Teil der Beiträge, denen keine Verpflichtungen aus dem gleichen Vertrag gegenüberstehen, die also zur Überschussbeteiligung, zum Gewinn des Versicherers oder zur Verlustdeckung aus anderen Verträgen beitragen.

### Deterministische, stochastische und analytische Methode
Bei der deterministischen Methode wird für jedes zukünftige Versicherungsjahr der vorsichtig bestimmte Erwartungswert der Zahlungsströme dieses Versicherungsjahres geschätzt. Die Summe dieser, auf den Bewertungsstichtag diskontierten Beträge ist dann die Deckungsrückstellung. Dies ist die Deckungskapitalformel der traditionellen Versicherungsmathematik.
Bei der stochastischen Methode wird eine große Zahl von Szenarien der Entwicklung der Kapitalmärkte, des Kündigungsverhaltens, der Sterblichkeit und der Kostenentwicklung erstellt. Für jedes dieser Szenarien wird der Vertragsverlauf simuliert und der Barwert der hiernach sich ergebenden Zahlungsströme bestimmt. Die Summe der mit der (vorsichtig gewählten) Wahrscheinlichkeit des jeweiligen Szenarios gewichteten Barwerte ist dann die Deckungsrückstellung.
Bei der analytischen Methode wird der Barwert der Zahlungsströme als stochastischer Prozess verstanden. Der analytisch bestimmte risikogewichtete Erwartungswert dieses Prozesses ist dann die Deckungsrückstellung.
Die stochastische Methode wird in Deutschland nur in besonderen Fällen zur Bestimmung der Deckungsrückstellung verwendet, ist in einigen Staaten aber vorherrschend. Bei manchen modernen Vertragstypen, z. B. den sogenannten „Variable Annuitäten“ kann überhaupt nur die stochastische Methode verwendet werden. Die analytische Methode ist meistens zu komplex, um sie zu verwenden. Sie stellt aber die genaueste Berechnungsmethode dar. Bei marktnaher Bewertung, insbesondere aber einer Bewertung von Finanzgarantien, wird die stochastische Methode vorgezogen.

### Berücksichtigung des Rückkaufswertes
Soweit ein Vertrag einen vertraglich oder gesetzlich bestimmten Rückkaufswert vorsieht, der über der nach handelsrechtlichen Vorgaben bestimmten Deckungsrückstellung liegt, ist die Deckungsrückstellung auf diesen Betrag anzuheben (§ 25 Abs. 2 RechVersV in Umsetzung einer verbindlichen EU-rechtlichen Vorgabe).
Diese Vorschrift hat in Verbindung mit § 66 VAG zur Folge, dass ein Versicherer jederzeit so viele Kapitalanlagen vorhalten muss, dass er damit in dem sehr unrealistischen Szenario der Kündigung aller Versicherungsnehmer alle Ansprüche befriedigen kann. Daher sind Versicherer sehr zögerlich, Rückkaufswerte zu vereinbaren, die über der ansonsten anzusetzenden Deckungsrückstellung liegen. Obwohl die relativ wenigen frühzeitig Kündigenden insgesamt nur einen geringen Vorteil von diesen erhöhten Rückkaufswerten haben, bedeutet die Pflicht, die zusätzliche Rückstellung für den gesamten Bestand zu bilden und dafür Kapitalanlagen zu stellen, wesentliche Finanzierungskosten, die in keinem Verhältnis zu dem Vorteil der frühzeitig Kündigenden stehen. Diese Finanzierungskosten gehen zu Lasten der Leistungen insgesamt aller Versicherungsnehmer, da sie selbstverständlich auf die Preise umgelegt werden. Ausdrücklich aus diesem Grund hat der Bundesgerichtshof in seinem Urteil zu Rückkaufswerten im Jahr 2005 trotz fehlender vertraglicher Regelung zum Rückkaufswert eine richterliche Vertragsergänzung nur im Umfang einer hälftigen Teilung des Unterschiedsbetrages zwischen einer Rückvergütung und dem ursprünglich vorgesehenen Rückkaufswert vorgesehen. Versicherer zögern also nicht deshalb, erhöhte Rückkaufswerte zu zahlen, weil sie den Kündigenden die Beträge nicht gönnen, sondern weil sie eine diese erhöhten Rückkaufswerte bestrafende Gesetzeslage sie dazu zwingt, um die Interessen aller Versicherungsnehmer zu wahren.

## Annahmen oder Parameter
Versicherungsmathematiker bezeichnen die Parameter, mit denen die Beiträge und Deckungsrückstellungen mit der deterministischen Methode in der traditionellen Versicherungsmathematik kalkuliert werden, als Rechnungsgrundlagen. Bei stochastischen Methoden gibt es keine Rechnungsgrundlagen, sondern als Annahmen gehen nur die Wahrscheinlichkeiten der gewählten Szenarien (oft mehrere tausend) ein. Es ist nicht abgrenzbar, ob die Wahl der Szenarien zu den Annahmen oder zu der Berechnungsmethode zählt. Bei der analytischen Methode gilt dies für die Wahl des stochastischen Prozesses, der auch eine Annahme darstellt, aber die wesentliche Grundlage für die Berechnungsmethode ist. Eigentliche Parameter sind hier die vom stochastischen Prozesses zu Beschreibung benötigten Parameter. Insofern ist die Unterscheidung der technischen Berechnungsgrundlagen in „Berechnungsmethode“ und „Annahmen“ bei stochastischen oder analytischen Methoden nicht sinnvoll, da die Methode von der Situation im Einzelfall abhängt.
Man unterscheidet in der traditionellen Versicherungsmathematik die Rechnungsgrundlagen in biometrische Rechnungsgrundlagen, zum Beispiel Sterbetafeln, den Rechnungszins sowie Kostensätze.

### Arten von Rechnungsgrundlagen
Biometrische Rechnungsgrundlagen sind die Parameter, mit denen die versicherten Risiken, wie Sterblichkeit, Berufsunfähigkeit oder Krankheitskosten modelliert werden. In der Regel sind diese Parameter vom Geschlecht und vom erreichten Alter abhängig. In der Krankenversicherung werden auch Stornowahrscheinlichkeiten angesetzt. Seit dem 21. Dezember 2012 darf in der Beitragsvereinbarung neu abgeschlossener Verträge nicht mehr nach Geschlecht der versicherten Person unterschieden werden. Daher wird für diese Verträge auch bei der Bestimmung der Deckungsrückstellung nicht mehr nach dem Geschlecht unterschieden.
Da Lebens- und Krankenversicherungen üblicherweise über Jahrzehnte laufen, werden künftige Leistungen und Beiträge mit abgezinst. Der hierbei verwendete, traditionell für alle Dauern der Zahlungsströme gleiche Zinssatz wird als Rechnungszins bezeichnet. Der höchstzulässige Rechnungszins für die Berechnung der Deckungsrückstellung für das Neugeschäft in der Lebensversicherung ist in § 2 DeckRV festgelegt. Er beträgt – von Ausnahmen (spezielle Tarife, Fremdwährungsversicherungen) abgesehen – ab dem 1. Januar 2025 1,0 %. Der Höchstrechnungszins in der Krankenversicherung beträgt 3,5 %.
Zur vollständigen und vorsichtigen Abbildung zukünftiger Verpflichtungen aus den Versicherungsverträgen gehört auch die Berücksichtigung zukünftiger Aufwendungen für den Versicherungsbetrieb, insbesondere Aufwendungen für die Vertragsverwaltung und das Beitragsinkasso, aber auch für die Regulierung von Versicherungsfällen. Daher gehören auch die Annahmen über zukünftige derartige Aufwendungen zu den Rechnungsgrundlagen. Beitragsteile, die nach dem Realisationsprinzip oder aufgrund des Höchstzillmersatzes nicht vorzeitig vereinnahmt werden dürfen, gehören als „Amortisationszuschläge“ oder „Unterschied zwischen Norm- und Bruttobeitrag“ (Gewinnzuschlag) zu den Rechnungsgrundlagen.

### Auffüllung der Deckungsrückstellung bei ungünstiger Veränderung
Nach § 2 Abs. 2 DeckRV ist der bei Abschluss gewählte Rechnungszins für die Deckungsrückstellung während der ganzen Vertragslaufzeit beizubehalten, soweit er nicht aufgrund von Vorschriften geändert werden muss. Die übrigen Rechnungsgrundlagen dürfen grundsätzlich geändert werden. Doch steht dem normalerweise das Stetigkeitsgebot und das Realisationsprinzip entgegen.
Zeigt sich jedoch, dass die ursprünglich als sicher eingeschätzten Rechnungsgrundlagen durch die spätere Entwicklung doch nicht ausreichend sind, so sind nach dem Imparitätsprinzip bei der Berechnung der Deckungsrückstellung die bisher verwendeten Rechnungsgrundlagen durch solche zu ersetzen, die nach aktueller Einschätzung ausreichend sicher sind. Dies führt zu einer dementsprechenden Erhöhung der Deckungsrückstellung („Nachreservierung“).
Ein aktuelles Beispiel ist die Neubewertung der Rentenversicherungen. Es zeigte sich, dass die in die Tafel DAV 1994R eingerechneten Trends zur Sterblichkeitsverbesserung die tatsächliche Steigerung der Langlebigkeit nicht ausreichend berücksichtigen. Somit hatten die Lebensversicherungen die Deckungsrückstellung des Neugeschäfts zum 31. Dezember 2004 nach der Tafel DAV 2004R-Bestand zu bewerten. Die dort eingerechneten Sicherheiten werden in den folgenden Jahren ausgebaut, soweit sich im jeweiligen Jahr der in der für das Neugeschäft verwendeten Tafel DAV 2004R angenommene Trend bestätigen sollte.
Zeigt sich, dass die derzeitigen oder zu erwartenden Kapitalerträge nicht ausreichend sind, die eingegangenen Zinssatzverpflichtungen zu erfüllen, so ist der Rechnungszins anzupassen. Die DeckRV konkretisiert und pauschaliert die entsprechenden handelsrechtlichen Vorgaben, ohne allerdings von der Pflicht zu deren Einhaltung zu befreien. Hiernach ist wegen der seit Jahren anhaltenden Niedrigzinsphase in den Kapitalmärkten der zu verwendende Rechnungszins laufend entsprechend einem vorgegebenen Muster zu senken. Zum 31. Dezember 2015 dürfen Deckungsrückstellungen auf der Grundlage höchstens noch mit einem Diskontierungszins von 2,88 % (Höchstrechnungszins) berechnet werden. Damit sind für die Vertragsgenerationen, die vor 2004 abgeschlossen wurden (abgesehen von Verträgen von vor Mitte 1986), die Deckungsrückstellungen zu erhöhen, ohne dass diese Erhöhung durch Beiträge gedeckt wäre. Der nicht gedeckte Erhöhungsbetrag der Deckungsrückstellung wird von Aktuaren auch als „Zinszusatzreserve“, als Unterschied zur ursprünglich „geplanten“ Deckungsrückstellung, bezeichnet. In den folgenden Jahren ist mit weiteren deutlichen Senkungen des Höchstrechnungszinses und damit weiteren nicht durch Beiträge gedeckten Erhöhungen der Deckungsrückstellungen, auch für weitere Vertragsgenerationen, zu rechnen. Nach den handelsrechtlichen Vorschriften darf der Rechnungszins zudem keinesfalls unter den für die gleiche Zeit erwarteten Kapitalerträgen des Versicherers liegen.
Sind die eingerechneten Kostenzuschläge nicht ausreichend, um die tatsächlich erwarteten künftigen Aufwendungen zu decken, so ist die Berechnung der Deckungsrückstellung mit entsprechend höheren Kostensätzen durchzuführen.
In der (privaten) Krankenversicherung werden im Wege von Beitragsanpassungen die Rechnungsgrundlagen der Beiträge stets an aktuelle Entwicklungen angepasst und die für die Deckungsrückstellung verwendeten Rechnungsgrundlagen folgen diesen.

## Sonstiges

### Verantwortlicher Aktuar
Der Verantwortliche Aktuar testiert unter der Bilanz eine mit den Vorschriften übereinstimmende Berechnung der Deckungsrückstellung durch den Versicherer (versicherungsmathematische Bestätigung gemäß § 141 Abs. 5 bzw. § 12 Abs. 3 VAG). Neben der Wahl einer angemessenen Berechnungsmethode muss insbesondere auch die Angemessenheit der Wahl der Annahmen und Parameter bestätigt werden.
Im Neubestand der Lebensversicherung liegt die Wahl der Rechnungsgrundlagen im pflichtgemäßen Ermessen des Versicherers innerhalb der gesetzlichen Vorgaben. Daher kommt dem Verantwortlichen Aktuar bei der Bestätigung eine besondere Prüfungspflicht zu. Im Altbestand erfolgt die Berechnung nach dem genehmigten Geschäftsplan. Hier ist insbesondere die Einhaltung des Geschäftsplans zu prüfen und zu testieren. Entsprechendes gilt für die Krankenversicherung.
Der Verantwortliche Aktuar hat in einem Bericht an den Vorstand („Aktuarbericht“) zu erläutern, welche Kalkulationsansätze und Annahmen seiner Bestätigung zugrunde liegen. Dies gilt nicht für Krankenversicherungen sowie Sterbekassen und regulierte Pensionskassen. Im Aktuarbericht wird also dargelegt, weshalb die Deckungsrückstellung auf angemessenen technischen Berechnungsgrundlagen beruht.

### Interpolation
In der Praxis wird die Deckungsrückstellung meist für den Beginn des Versicherungsjahres (Jahrestag der Versicherung) vor und nach dem Bilanzstichtag ermittelt und anschließend auf den Stichtag interpoliert. Eine Berechnung mit unterjährlichen Barwerten ist ebenfalls möglich. Soweit für mit Jahresbeiträgen berechnete, derart interpolierte Deckungsrückstellungen tatsächlich Jahresbeiträge vom Versicherungsnehmer erhoben werden, muss der wegen der auf die Monate herunter gebrochene Wert der Deckungsrückstellung noch durch Beitragsüberträge ergänzt werden. In diesen werden die nicht in der Deckungsrückstellung berücksichtigten Teile des Jahresbeitrags abgegrenzt.

### Ausweis
Die Deckungsrückstellungen für Verpflichtungen aus der fonds- und indexgebundenen Lebensversicherung sowie von Tontinen werden im Bilanzgliederungsschema nach Formblatt 1 der RechVersV im Unterposten Deckungsrückstellung des Passivpostens F. Versicherungstechnische Rückstellungen im Bereich der Lebensversicherung, soweit das Anlagerisiko von den Versicherungsnehmern getragen wird ausgewiesen.
Im Übrigen werden sie im Unterposten Deckungsrückstellung des Passivpostens E. Versicherungstechnische Rückstellungen bilanziert. Für garantierte Mindestleistungen aus fonds- oder indexgebundenen Verträgen (oder sogenannten Hybridprodukten) ist in diesem Posten eine zusätzlich Deckungsrückstellung zu bilden, die den Wert der garantierten Mindestleistung über die schon im Passivposten F berücksichtigte Deckungsrückstellung hinaus darstellt.
Bei Schaden- und Unfallversicherern werden die Deckungsrückstellungen für Haftpflicht- und Unfallrenten in der Rückstellung für noch nicht abgewickelte Versicherungsfälle („Schadenrückstellung“) ausgewiesen.

### Anteil der Rückversicherer
Die Anteile der Rückversicherer an der Deckungsrückstellung werden unter der Bezeichnung Anteil für das in Rückdeckung gegebene Versicherungsgeschäft in einer Vorspalte vom Bruttobetrag offen abgesetzt. Die Rückversicherer deponieren diese und weitere Beträge wieder beim Erstversicherer. Dieser Betrag wird unter Passiva H. Depotverbindlichkeiten aus dem in Rückdeckung gegebenen Versicherungsgeschäft bilanziert.
Die Rückversicherer halten Anteile an der Deckungsrückstellung, sofern die Rückversicherung auf Originalbasis geschieht. Bei Rückversicherung auf Risikobasis oder Stop-Loss-Verträgen haben die Rückversicherer keinen Anteil an der Deckungsrückstellung.

### Internationale Rechnungslegung
Die Bewertung der Deckungsrückstellung nach deutschem Handels- und abgeleitet Aufsichtsrecht ist besonders vorsichtig, da eine wesentliche Aufgabe des Handelsrechts der Gläubigerschutz und des Aufsichtsrechts die Sicherstellung der dauernden Erfüllbarkeit der Versicherungsverträge ist. Hiergegen tritt die Informationsfunktion weitgehend zurück. Die Internationale Rechnungslegung und die oft von Versicherern verwendeten US-GAAP sind ausschließlich an der Informationsfunktion ausgerichtet. Daher ergibt sich hier oft ein früherer Gewinnausweis gegenüber der deutschen Rechnungslegung. Auch werden verstärkt andere Berechnungsmethoden als die deterministische verwendet. Es ist damit zu rechnen, dass mittelfristig die Internationale Rechnungslegung die deutsche Rechnungslegung, auch für Versicherer, ersetzen wird. Die Sicherheit der Versicherer aufgrund von ausreichendem Vermögen muss dann allein aufsichtsrechtlich gewährleistet werden.

## Besonderheiten in den einzelnen Versicherungssparten
Bei Personenversicherern bildet die Deckungsrückstellung in der Regel den weitaus größten Passivposten in der Bilanz.

### Lebensversicherung
Die Deckungsrückstellung in der Lebensversicherung hat teilweise den Charakter einer Alterungsrückstellung (Rückstellung von Beitragsteilen für mit erhöhtem Alter höherer Sterbewahrscheinlichkeit) und teilweise einer Rückstellung für zukünftige Erlebensfallleistungen (insbesondere in der gemischten Versicherung auf den Todes- und Erlebensfall und in der Rentenversicherung).
Neben der Deckungsrückstellung und den Beitragsüberträgen wird noch ein weiterer Bilanz-Posten versicherungsmathematisch berechnet, nämlich die noch nicht fälligen Ansprüche auf Tilgung von geleisteten, rechnungsmäßig gedeckten, aber noch nicht getilgten Abschlussaufwendungen. Soweit Beitragsteile vertraglich nicht nur allgemein dem Versicherer zur Deckung aller Aufwendungen aus den Versicherungsverträgen zustehen, sondern explizit ein Teil der Beiträge für die Deckung der anfänglichen Abschlussaufwendungen zweckgebunden vereinbart ist, ist nach den Grundsätzen ordnungsmäßiger Buchführung im Fall von teilerfüllten schwebenden Geschäften ein Anspruch auf zukünftige, zur Deckung der bereits hierfür angefallenen Abschlussaufwendungen vertraglich bestimmter Beitragsteile anzusetzen. Die Bewertung dieses Anspruchs entspricht den rechnerisch negativen Ergebnissen bei der Berechnung der Deckungsrückstellung, soweit diese nicht auf den Rückkaufswert maximiert wurde. Ansonsten wird auch dieser Erhöhungsbetrag in die Ansprüche einbezogen, soweit dies vertraglich oder gesetzlich vorgesehen ist. Dieser Bilanz-Posten ist nach § 15 RechVersV im Unterposten noch nicht fällige Ansprüche der Forderungen aus dem selbst abgeschlossenen Versicherungsgeschäft an Versicherungsnehmer auszuweisen. Das Bestehen eines solchen Anspruchs hängt von den Vereinbarungen im Versicherungsvertrag ab. Ein Zusammenhang mit der Berechnungsmethode der Deckungsrückstellung besteht nicht. Oft wird unterstellt, dass der Ansatz des Anspruchs von der Zillmerung der Deckungsrückstellung abhängt. Dies ist nicht der Fall, da der Ansatz allein von dem Bestehen der vertraglichen Vereinbarung abhängt und dann auch bei Verwendung des Bruttobeitrags-Verfahrens oder anderer Verfahren als der Zillmerung vorzunehmen ist. Das Berechnungsverfahren für die Deckungsrückstellung selbst ist nicht Gegenstand der vertraglichen Vereinbarungen. Hier muss der Versicherer die handelsrechtlichen Vorschriften bei der Wahl der Berechnungsmethode beachten.

### Krankenversicherung
In der privaten Krankenversicherung dient die Deckungsrückstellung, dort als Alterungsrückstellung bezeichnet, im Wesentlichen dem Ausgleich der mit dem Alter steigenden Krankheitskosten: Die Versicherungsnehmer zahlen konstante Beiträge, die erwarteten Leistungen nehmen aber im Zeitverlauf zu. Um diesen Effekt zu finanzieren, wird in „jungen“ Jahren eine Alterungsrückstellung aufgebaut, die dann im Alter „verzehrt“ wird.
In der Alterungsrückstellung sind insbesondere auch zu bilanzieren:
- die der Deckungsrückstellung bereits zugeführten Beträge aus der Rückstellung für Beitragsrückerstattung
- Zuschreibungen für eine Beitragsreduzierung im Alter

In der Krankenversicherung werden die negativen und positiven Deckungsrückstellungen der einzelnen Verträge saldiert. Ergibt sich dabei insgesamt eine negative Rückstellung, so ist sie mit Null zu bilanzieren. Für das überrechnungsmäßige Storno von Verträgen mit negativem Deckungskapital ist eine Stornorückstellung in den sonstigen versicherungstechnischen Rückstellungen zu bilden.

### Schaden- und Unfallversicherung
Renten-Deckungsrückstellungen für Haftpflicht- und Unfallrenten werden in der Schadenrückstellung ausgewiesen. Beitrags-Deckungsrückstellungen, etwa aus der Unfallversicherung mit Beitragsrückgewähr, werden im Posten Deckungsrückstellung ausgewiesen.
Für Deckungsrückstellungen von Schaden- und Unfallversicherern gelten i. W. die gleichen Grundlagen wie in der Lebensversicherung. Insbesondere ist die DeckRV auch hier anzuwenden.